# Ouserhat (Néferhabef)
Ne doit pas être confondu avec Ouserhat (scribe royal d'Amenhotep II).
Ouserhat est premier préposé au culte royal de Thoutmôsis Ier, sous le règne de Séthi Ier. Il ne faut pas le confondre avec Ouserhat, propriétaire de la tombe TT56.

## Sépulture
Ouserhat est propriétaire de la tombe TT51 qui est dans la vallée des Nobles à Cheikh Abd el-Gournah. 